# Флетчер, Том
Томас Майкл Флетчер (англ. Thomas Michael Fletcher) — британский музыкант, известен как вокалист, гитарист и основатель группы McFly, куда входят Дэнни Джонс, Дуги Поинтер,Гарри Джадд. Вместе с группой Флетчера работали Дэниэл Джонс, Dougie Poynter и Harry Judd. М. Флетчер был пианистом в группе McFly, а также идейным автором названия группы. Томас начинал свою карьеру с группы Busted.
Томас Флетчер написал или участвовал в написание таких произведений как «Crashed the Wedding», «Who’s David» и «Thunderbirds» для «Busted», в том числе «Five Colours in Her Hair», «Obviously», «All About You», «I’ll Be OK», «Please, Please», «Star Girl» и «Transylvania priekš McFly». Создал аранжировку Jellyfish песни Baby’s Coming Back.

## Детство
Флетчер родился в Харроу. Его отец Боб Флетчер играл в местных группах, а мать Дебби Флетчер, преподаватель, поощряла и поддерживала его любовь к музыке с самого раннего возраста. У него есть младшая сестра, Кэрри Хоуп Флетчер, которая ведет свой v-log на YouTube. Когда ему было 10, Флетчер сыграл главную роль в постановке Oliver! в театре London Palladium. Учился в театральной школе.
В 14 лет Том начал писать музыку. Первоначально он проходил прослушивание в группу Busted, но руководство лейбла решило, что в группе должно быть 3 человека, а не 4. Том утверждает, что формально он был в группе 24 часа. Это привело к работе над песнями группы, тогда Том и познакомился с участником группы Джеймсом Борном. После этого он заявил, что именно Джеймс научил его правильно писать песни и тому, как придумать хорошую мелодию.

### McFly
Во время записи второго альбома Busted, Том поинтересовался у лейбла, можно ли ему провести прослушивание для своей группы. Как раз тогда он и встретился с Денни Джонсом. Том был впечатлен стилем Джонса и предложил ему написать песню вместе с ним самим и Джеймсом. Когда написание песен для Busted подошло к концу, они начали сотрудничать уже для создания их собственной (пока безымянной) группы. Для этого они переехали вместе в отель на 2 месяца, чтобы сконцентрироваться на написании песен. Дуги Пойнтер (басист) и Гарри Джадд (барабанщик), впоследствии были найдены через объявления.
Чтобы помочь друзьям, ребята из Busted позвали их с собой в тур в марте 2004 года. Впоследствии многие замечали, что, если бы Busted не взяли ребят с собой в тур, они бы не были там, где они находятся сегодня.
В 2004 году, McFly побили рекорд Beatles в качестве самой молодой группы, чей дебютный альбом стартовал в чартах сразу на первом месте. Том написал большинство песен McFly, совместно с Пойнтером и Джонсом. Борн также периодически участвовал в написании песен.
По состоянию на 15 ноября 2010 года McFly выпустили пять студийных альбомов и два сборника. Новый сборник лучших хитов под названием «Memory Lane», был выпущен в ноябре 2012 года. Первый новый сингл с этого альбома называется «Love Is Easy». Это первый сингл, где Том играет на укулеле вместо гитары.
Том основатель, иногда пианист и гитарист поп-панк-группы McFly. Он назвал группу в честь Марти Макфлая, главного героя его любимого фильма Назад в будущее

### Написание песен
Флетчер является автором или соавтором 10-ти синглов, которые побывали на первом месте в чартах Великобритании: «Crashed The Wedding», «Who’s David?», и «Thunderbirds» для Busted; «Five Colours in Her Hair», «Obviously», "All About You, " «I’ll Be OK», «Please, Please», «Star Girl», и «Transylvania» для McFly. Он написал в соавторстве восемь песен для альбома Busted «A Present for Everyone». Так же он написал почти все песни для первого альбома McFly «Room on the 3rd Floor» (Not alone написал Джонс). Он является основным автором большинства треков на всех пяти альбомах группы. Том написал песню «On a Rainbow», официальную песню летних Олимпийских игр 2012 г. В песне звучит вокал его самого и его сестры Керри. Он также написал песню «I Want» для альбома One Direction «Up All Night», а также «I Would» и «Irresistible» для второго альбома группы Take me home.

## Другая работа
Осенью 2012 года, Том, совместно с остальными участниками McFly, заключили договор с Transworld Publishers и выпустили автобиографию «Unsaid Things… Our Story». В книге он признался, что страдает от биполярного аффективного расстройства. Он также рассказал о своей борьбе с его лишним весом.
Так же, совместно с Дуги, он выпустил детскую историю «The Dinosaur That Pooped Christmas», о мальчике, который получает динозавра в подарок на рождество. Книга была выпущена 25 октября 2012 года.

## Личная жизнь
18 апреля 2011 года, Том обручился со своей девушкой Джованной Фальконе, с которой они встречались уже давно. Он сделал ей предложение в Sylvia Young Theatre School, где они впервые встретились, в возрасте 13-ти лет. Они поженились 12 мая 2012 года. В январе 2013 года Том загрузил видео своей свадебной речи, где он пел под музыку нескольких песен McFly. Это видео просмотрело более 11 миллионов человек.
В настоящее время он живёт в Лондоне со своей женой и тремя животными: Кошки Аврора и Лея, кот Марвин.
29 октября на видеоканале Флетчера в сети YouTube Том и Джованна объявили, что ожидают первенца, который должен появиться в 2014 году.
13 марта в 7 часов вечера, у них с Джованной родился сын, которому они дали имя Базз Микеланджело Флетчер. На сайте YouTube было опубликовано видео, посвященное рождению сына 16 февраля 2016 года у Флетчера родился второй сын Бадди Боб Флетчер.